# Білоруська Екстраліга 2010—2011
Сезон Білоруської Екстраліги 2010—11 — 19-й сезон Білоруської Екстраліги. У сезоні 2010—11 окрім 10 білоруських клубів взяли участь одна команда з Латвії і одна з України. Регулярний чемпіонат стартував 8 вересня 2010 року, а завершився 1 березня 2011 року.
В результаті серії плей-оф були визначений переможець: «Юність» (Мінськ) перемогла у фінальній серії «Німан» (Гродно) із рахунком 4:2.

## Формат
Чемпіонат в Екстралізі проводиться у 2 етапи. На першому етапі у період з 8 вересня 2010 року по 1 березня 2011 року 12 команд грають за круговою системою у 5 кіл згідно із затвердженим календарем ігор і визначають переможця першого етапу чемпіонату. На другому етапі перші вісім команд, включаючи іноземні клуби, за підсумками регулярного сезону у період з 5 березня по 8 квітня 2011 року визначають остаточні місця у чемпіонаті за системою плей-оф.
За перемогу в основний час на першому етапі командам нараховується по 3 очки, за поразку — 0. Якщо основний час закінчиться унічию, гра продовжується в овертаймі. Матч припиняється після першої закинутої шайби. В цьому випадку переможець отримує 2 очки, а команда, що програла — 1 очко. Якщо додаткова п'ятихвилинка закінчиться унічию, переможець визначається в серії післяматчевих кидків, і в цьому випадку переможець отримує 2 очки, а команда, що програла — 1 очко.

## Команди
В сезоні 2010—11 у Відкритому (міжнародному) чемпіонаті Білорусі взяло участь 12 команд: 10 білоруських, 1 латиська і 1 українська.
| Команда               | Місто       | Арена                              | Місткість | Заснована |
| --------------------- | ----------- | ---------------------------------- | --------- | --------- |
| Юність Мінськ         | Мінськ      | Крита ковзанка ХК «Юність-Мінськ»  | 767       | 1975      |
| ХК Гомель             | Гомель      | Гомельський льодовий палац спорту  | 2,700     | 2000      |
| Металург Жлобин       | Жлобин      | Льодовий палац спорту «Металург»   | 2,018     | 2006      |
| ХК Могильов           | Могильов    | Палац спорту «Могильов»            | 3,048     | 2000      |
| ХК Вітебськ           | Вітебськ    | Вітебський льодовий палац спорту   | 1,900     | 2000      |
| Німан Гродно          | Гродно      | Льодовий палац спорту              | 2,550     | 1988      |
| Хімік-СКА Новополоцьк | Новополоцьк | Палац спорту і культури            | 1,200     | 1993      |
| Металургс Лієпая      | Лієпая      | Олімпійський льодовий холл         | 1,900     | 1997      |
| Шинник Бобруйськ      | Бобруйськ   | Бобруйськ-Арена                    | 7,192     | 2008      |
| ХК Брест              | Берестя     | Брестський льодовий палац спорту   | 2,000     | 2000      |
| Шахтар Солігорськ     | Солігорськ  | Солігорський льодовий палац спорту | 1,800     | 2009      |
| Сокіл Київ            | Київ        | Льодова арена «Термінал»           | 1,500     | 1963      |

## Турнірна таблиця
|     | Команда               | І  | В  | ВО | ВБ | ПБ | ПО | П  | ШЗ-ШП   | О   |
| --- | --------------------- | -- | -- | -- | -- | -- | -- | -- | ------- | --- |
| 1.  | Юність-Мінськ         | 55 | 43 | 1  | 1  | 3  | 0  | 7  | 274:123 | 136 |
| 2.  | Німан Гродно          | 55 | 40 | 0  | 3  | 2  | 2  | 8  | 214:116 | 130 |
| 3.  | Металург Жлобин       | 55 | 33 | 3  | 4  | 1  | 3  | 11 | 169:103 | 117 |
| 4.  | Шахтар Солігорськ     | 55 | 27 | 4  | 4  | 2  | 1  | 17 | 197:143 | 100 |
| 5.  | ХК Гомель             | 55 | 26 | 1  | 3  | 3  | 1  | 21 | 178:160 | 90  |
| 6.  | Металургс Лієпая      | 55 | 19 | 3  | 7  | 7  | 1  | 18 | 157:153 | 85  |
| 7.  | Сокіл Київ            | 55 | 21 | 4  | 2  | 6  | 3  | 19 | 140:148 | 84  |
| 8.  | ХК Брест              | 55 | 14 | 2  | 7  | 3  | 2  | 27 | 157:205 | 65  |
| 9.  | Хімік-СКА Новополоцьк | 55 | 16 | 1  | 1  | 4  | 3  | 30 | 151:217 | 59  |
| 10. | Хімволокно Могильов   | 55 | 14 | 1  | 1  | 2  | 1  | 36 | 158:236 | 49  |
| 11. | ХК Вітебськ           | 55 | 8  | 2  | 4  | 4  | 4  | 33 | 130:203 | 44  |
| 12. | Шинник Бобруйськ      | 55 | 5  | 2  | 3  | 3  | 3  | 39 | 109:227 | 31  |

## Плей-оф

### Посів плей-оф
8 команд, які за підсумками регулярного чемпіонату посіли найвищі місця, кваліфікувалися до серії плей-оф. Команда «Юність» (Мінськ) стала переможцем регулярного чемпіонату, набравши 136 очок.
1. Юність Мінськ — 136 очок
2. Німан Гродно — 130 очок
3. Металург Жлобин — 117 очок
4. Шахтар Солігорськ — 100 очок
5. ХК Гомель — 90 очок
6. Металургс Лієпая — 85 очок
7. Сокіл Київ — 84 очки
8. ХК Брест — 65 очок

### Сітка плей-оф
В 1/4 фіналу команди розділені на пари згідно з зайнятими місцями за підсумками першого етапу: 1—8, 2—7, 3—6, 4—5. В 1/2 фіналу учасники розподіляються за наступним принципом: команда, що посіла за підсумками першого етапу найвище місце, зустрічається з командою, що посіла найнижче місце. 
- 1/4 і 1/2 фіналу проводяться до 3-х перемог, фінал — до 4-х перемог однієї з команд.
- ігри за третє місце не проводяться, третє місце присуджується команді, що програла в 1/2 фіналу і посіла в регулярному чемпіонаті найвище місце.
- команди, що посіли найвищі місця на 1-му етапі, перші два матчі в 1/4 і 1/2 фіналу проводять вдома, два матчі-відповіді — на виїзді; якщо виявиться потрібним п'ятий — вдома. У фіналі перші два матчі проводить вдома, два матчі-відповіді — на виїзді, якщо виявляться потрібними, п'ятий — вдома, шостий — на виїзді, сьомий — вдома.

|  | Чвертьфінали | Чвертьфінали     | Чвертьфінали      |              |                   | Півфінали     | Півфінали | Півфінали |  |  | Фінал | Фінал         | Фінал |
|  |              |                  |                   |              |                   |               |           |           |  |  |       |               |       |
|  | 1            | Юність Мінськ    | 3                 |              |                   |               |           |           |  |  |       |               |       |
|  | 8            | ХК Брест         | 1                 |              |                   |               |           |           |  |  |       |               |       |
|  | 8            | ХК Брест         | 1                 |              | 1                 | Юність Мінськ | 3         |           |  |  |       |               |       |
|  |              |                  |                   |              | 1                 | Юність Мінськ | 3         |           |  |  |       |               |       |
|  |              | 4                | Шахтар Солігорськ | 0            |                   |               |           |           |  |  |       |               |       |
|  | 4            | 4                | Шахтар Солігорськ | 0            | Шахтар Солігорськ | 3             |           |           |  |  |       |               |       |
|  | 4            |                  |                   |              | Шахтар Солігорськ | 3             |           |           |  |  |       |               |       |
|  | 5            | ХК Гомель        | 1                 |              |                   |               |           |           |  |  |       |               |       |
|  |              |                  |                   |              |                   |               |           |           |  |  | 1     | Юність Мінськ | 4     |
|  |              |                  | 2                 | Німан Гродно | 2                 |               |           |           |  |  |       |               |       |
|  | 2            | Німан Гродно     | 3                 |              |                   |               |           |           |  |  |       |               |       |
|  | 7            | Сокіл Київ       | 0                 |              |                   |               |           |           |  |  |       |               |       |
|  | 7            | Сокіл Київ       | 0                 |              | 2                 | Німан Гродно  | 3         |           |  |  |       |               |       |
|  |              |                  |                   |              | 2                 | Німан Гродно  | 3         |           |  |  |       |               |       |
|  |              | 3                | Металург Жлобин   | 0            |                   |               |           |           |  |  |       |               |       |
|  | 3            | 3                | Металург Жлобин   | 0            | Металург Жлобин   | 3             |           |           |  |  |       |               |       |
|  | 3            |                  |                   |              | Металург Жлобин   | 3             |           |           |  |  |       |               |       |
|  | 6            | Металургс Лієпая | 0                 |              |                   |               |           |           |  |  |       |               |       |

## Нагороди

### Команда-переможець
| Чемпіон Білорусі Юність Мінськ | Воротарі: Віталій Бєлінський, Максим Малютін, Міка Окса Захисники: Олексій Баранов, Денис Грибко, Сергій Єркович, Андрій Карєв, Артем Остроушко, Олександр Рядинський (К), Сергій Шелег, Олег Шипіцин. Нападники: Олександр Боровков, Сергій Заделенов (А), Костянтин Захаров, Олександр Кітаров, Владислав Клочков, Сергій Королик, Євген Курилін, Олександр Матерухін, Станіслав Лопачук, Артем Сенькевич (А), Максим Слиш, Андрій Степанов, Олександр Сьомочкін, Олег Тимченко, Ярослав Чуприс, Олег Шафаренко, Сергій Яновський Тренер: Михайло Захаров |

## Вища ліга
Чемпіонат проходив з 11 вересня 2010 по 23 березня 2011.
| М  | Команда                 | І  | В  | ВО | ПО | П  | Ш       | О  |
| -- | ----------------------- | -- | -- | -- | -- | -- | ------- | -- |
| 1. | ХК Гомель-2             | 40 | 26 | 4  | 2  | 8  | 174:96  | 88 |
| 2. | ХК Металург-2           | 40 | 23 | 2  | 3  | 12 | 134:128 | 76 |
| 3. | Динамо-Шинник Бобруйськ | 40 | 20 | 6  | 3  | 11 | 151:99  | 75 |
| 4. | Могильов-2              | 40 | 19 | 5  | 5  | 11 | 141:123 | 72 |
| 5. | ХК Вітебськ-2           | 40 | 19 | 1  | 1  | 19 | 125:146 | 60 |
| 6. | Німан-2 Гродно          | 40 | 12 | 2  | 6  | 20 | 113:140 | 46 |
| 7. | Хімік-СКА-2 Новополоцьк | 40 | 14 | 4  | 2  | 20 | 117:117 | 46 |
| 8. | Юніор (Мінськ)          | 40 | 10 | 5  | 3  | 22 | 107:139 | 43 |
| 9. | ХК Брест-2              | 40 | 7  | 1  | 5  | 27 | 106:180 | 28 |

### Плей-оф
Чвертьфінали
- Гомель-2 - Юніор (Мінськ) - 2:4, 4:6
- Динамо-Шинник - Німан-2 - 4:2, 4:3 (бул.)
- Металург-2 - Хімік-СКА-2 - 4:3, 5:3
- Могильов-2 - Вітебськ-2 - 2:5, 3:6

Півфінали
- Металург-2 - Юніор (Мінськ) - 4:3 (ОТ), 5:6, 3:6, 2:3
- Динамо-Шинник - Вітебськ-2 - 3:0, 3:1, 1:2, 3:1

Матч за 3-є місце
- Металург-2 - Вітебськ-2 - 2:1 (ОТ), 2:1, 3:4, 4:0

Фінал
- Динамо-Шинник - Юніор (Мінськ) - 4:5, 3:1, 7:1, 3:2